# Mohamed Sahli
Mohamed Sahli (Tunisi, 24 marzo 1978) è un allenatore di calcio tunisino, vice-allenatore del Wolfsberger.

## Carriera
Dal 2019 allena il Wolfsberger squadra austriaca.